# Marriegel
Der Marriegel ist ein 622 m ü. A. hoher Berg im Rosaliengebirge in Niederösterreich. In der Josephinischen Landesaufnahme wird der Berg auch „Pokru B.“ genannt. Er liegt nördlich der Schwarzenbacher Rotte Eggenbuch. Nur etwa 200 Meter östlich des Gipfels verläuft die Grenze zum Burgenland, wo das Tal des Auwiesenbaches liegt. Im Westen liegt der Hocheckgraben und im Süden die Schulau. Nachbarberge sind der Sieggrabener Kogel (650 m) im Südosten und der Greimkogel (677 m) im Norden.
Geologisch besteht der Marriegel aus Glimmerschiefer, der aber auch Amphibolit, Quarz und Pegmatit beinhaltet.
Im Südwesten reichen die Felder von Eggenbuch bis auf wenige hundert Meter an den Gipfel des Berges heran. Der Rest des Marriegels ist vollständig bewaldet. Mehrere Forstwege führen bis knapp unterhalb des Gipfels, in dessen Nähe auch mehrere Jagdhütten zu finden sind.